# 1965 en chimie
Cet article présente les faits marquants de l'année 1965 en chimie.

## Évènements
- 1er janvier : dans un article publié dans le Journal of the American Chemical Society, les chimistes américains Robert Burns Woodward et Roald Hoffmann établissent les règles de Woodward–Hoffmann, qui utilisent la symétrie des orbitales moléculaires pour expliquer la stéréochimie des réactions chimiques[1].

## Prix
- Prix Nobel de chimie : Robert Burns Woodward pour ses réalisations remarquables dans l'art de la synthèse organique[2].
- Prix Procter & Gamble : George W. Halsey, Jr.[3]
- Prix Anselme-Payen : Carl Malm[4]
- Médaille Garvan-Olin : Gertrude Perlmann[5]
- Prix Ernest-Guenther : Konrad Bloch[6]
- ACS Award in Pure Chemistry : Dudley R. Herschbach[7]
- Prix Irving-Langmuir : John H. Van Vleck[8]
- Médaille Priestley : William J. Sparks[9],[10]
- Médaille Davy : Harold Warris Thompson en reconnaissance de ses contributions remarquables à la spectroscopie infrarouge et à son application aux problèmes chimiques[11],[12].
- Faraday Lectureship : Ronald George Wreyford Norrish[13]
- Claude S. Hudson Award in Carbohydrate Chemistry : C. G. Caldwell[14]
- Médaille William-H.-Nichols : Herbert E. Carter[15]

## Naissances
- 8 janvier : Lourdes Vega, chimiste et physicienne espagnole.

## Décès
- 17 juin : Maurice de Keghel (né en 1883), chimiste et industriel français.
- 8 septembre[16] : Hermann Staudinger (né en 1881), chimiste allemand.
- 12 septembre[17] : Matthias Pier (né en 1882), chimiste allemand.
- 12 octobre : Paul Hermann Müller (né en 1899), chimiste suisse, prix Nobel de physiologie ou médecine en 1948.
- 21 octobre[18] : Marcel Delépine (né en 1871), chimiste et pharmacien français.